# Новогвинейский вальдшнеп
Новогвине́йский ва́льдшнеп (лат. Scolopax rosenbergii) — птица семейства бекасовых (Scolopacidae). Ранее считался одним видом с малайским вальдшнепом (Scolopax saturata) с островов Явы и Суматры, однако в 2001 году виды решено было разделить. Судьба новогвинейского вальдшнепа не вызывает у специалистов опасений.

## Описание
Достигает 30 см в длину и весит от 189 до 220 граммов.

## Распространение
Распространён на острове Новая Гвинея, эндемиком которого является, в обеих его частях (индонезийской и независимой).